# تشيستر إس. بارنارد
تشيستر إس. بارنارد (بالإنجليزية: Chester S. Barnard)‏ هو مدير فني أمريكي، ولد في 25 أكتوبر 1894 في روجرسفيل في الولايات المتحدة، وتوفي في 16 أكتوبر 1952 في نهر جازكونيد في الولايات المتحدة بسبب غرق.